# Ocotea nilssonii
Ocotea nilssonii är en lagerväxtart som beskrevs av C. K. Allen. Ocotea nilssonii ingår i släktet Ocotea och familjen lagerväxter. Inga underarter finns listade i Catalogue of Life.